# Лејк Одеса (Мичиген)
Лејк Одеса (енгл. Lake Odessa) град је у америчкој савезној држави Мичиген.

## Демографија
По попису из 2010. године број становника је 2.018, што је 254 (-11,2%) становника мање него 2000. године.
| Група             | 2000.         | 2010.         |
| Белци             | 2.092 (92,1%) | 1.745 (86,5%) |
| Афроамериканци    | 3 (0,1%)      | 3 (0,1%)      |
| Азијати           | 13 (0,6%)     | 17 (0,8%)     |
| Хиспаноамериканци | 138 (6,1%)    | 207 (10,3%)   |
| Укупно            | 2.272         | 2.018         |